# Дачный (Западнодвинский район)
 Дачный  — поселок в Западнодвинском муниципальном округе Тверской области.

## География
Находится в юго-западной части Тверской области на расстоянии приблизительно 11 км по прямой на юг-юго-запад по прямой от районного центра города Западная Двина на левом берегу реки Западная Двина.

## История
Поселок уже был отмечен только на карте 1991 года. До 2020 года входил в состав ныне упразднённого Шараповского сельского поселения.

## Население
Численность населения: 37 человек (русские 97 %) в 2002 году, 22 в 2010.